# Nick Kamen
Nick Kamen (eigentlich Ivor Neville Kamen, * 15. April 1962 in Harlow, Essex, England; † 4. Mai 2021 in Notting Hill, London, England) war ein britisches Fotomodell, Sänger und Songwriter. Kamen wurde Mitte der 1980er Jahre mit einem Werbespot für die Jeansmarke Levi Strauss & Co. bekannt, in dem er sich in einem Waschsalon bis auf die Boxershorts auszog. Daraufhin konnte er eine Musikkarriere starten und hatte mit den Singles Each Time You Break My Heart (1986) und I Promised Myself (1990) europaweite Top-10-Hits.

## Leben
Kamen war britischer, irischer, niederländischer und burmesischer Herkunft. Er erschien 1984 auf der Titelseite des Magazins The Face.
Er wurde durch den Werbespot für die Levi’s 501 bekannt, der international Resonanz fand und ihn zeitweise zu einem Sexsymbol machte. Madonna und Stephen Bray wurden auf ihn aufmerksam und engagierten ihn. Sie produzierten und schrieben auch seine erste Single Each Time You Break My Heart, mit der er Ende 1986 einen internationalen Charterfolg landen konnte. In Europa schaffte die Single es in vielen Ländern in die Top Ten, in den USA belegte sie Platz 5 der Billboard Dance Music/Club Play Singles.
Im Sommer 1988 veröffentlichte Kamen sein zweites Album Us. Es wurde von Patrick Leonard produziert und wie schon bei seiner Debütsingle war Madonna im Lied Tell Me als Backgroundsängerin zu hören (im Video ist sie lediglich als kurze Fotoeinblendung zu sehen). In Italien belegte Tell Me sieben Wochen lang Platz eins der Singlecharts.
Seinen größten Karriereerfolg im deutschsprachigen Raum feierte Kamen im Frühjahr 1990: I Promised Myself, die erste Single aus seinem dritten Album Move Until We Fly, erreichte Top-10-Platzierungen in Deutschland und der Schweiz. In Österreich belegte die Single ab Juni 1990 für sechs Wochen Platz eins der Charts. Kamen hatte das Lied auch selbst geschrieben. Nach 1990 veröffentlichte er nur noch ein weiteres Album, bevor er sich aus der Öffentlichkeit zurückzog.
Anfang Mai 2021 starb er im Alter von 59 Jahren in seinem Londoner Zuhause an den Folgen einer Erkrankung an Knochenmarkkrebs.

## Diskografie

### Studioalben
| Jahr | Titel              | Höchstplatzierung, Gesamtwochen, AuszeichnungChartplatzierungen (Jahr, Titel, Platzierungen, Wochen, Auszeichnungen, Anmerkungen) | Höchstplatzierung, Gesamtwochen, AuszeichnungChartplatzierungen (Jahr, Titel, Platzierungen, Wochen, Auszeichnungen, Anmerkungen) | Höchstplatzierung, Gesamtwochen, AuszeichnungChartplatzierungen (Jahr, Titel, Platzierungen, Wochen, Auszeichnungen, Anmerkungen) | Höchstplatzierung, Gesamtwochen, AuszeichnungChartplatzierungen (Jahr, Titel, Platzierungen, Wochen, Auszeichnungen, Anmerkungen) | Anmerkungen                         |
| Jahr | Titel              | DE | AT | CH | UK | Anmerkungen                         |
| ---- | ------------------ | --- | --- | --- | --- | ----------------------------------- |
| 1987 | Nick Kamen         | DE59 (3 Wo.)DE | — | CH12 (6 Wo.)CH | UK34 (7 Wo.)UK | Erstveröffentlichung: 12. März 1987 |
| 1988 | Us                 | — | — | — | — | Erstveröffentlichung: 1988          |
| 1990 | Move Until We Fly  | DE44 (10 Wo.)DE | AT4 Gold · (15 Wo.)AT | CH12 Gold · (23 Wo.)CH | — | Erstveröffentlichung: 2. März 1990  |
| 1992 | Whatever, Whenever | — | — | — | — | Erstveröffentlichung: 1992          |

### Kompilationen
- 1988: Loving You
- 1991: Each Time You Break My Heart
- 2020: Nick Kamen: The Complete Collection (6-CD-Box)

### Singles
| Jahr | Titel Album                                | Höchstplatzierung, Gesamtwochen, AuszeichnungChartplatzierungen (Jahr, Titel, Album, Platzierungen, Wochen, Auszeichnungen, Anmerkungen) | Höchstplatzierung, Gesamtwochen, AuszeichnungChartplatzierungen (Jahr, Titel, Album, Platzierungen, Wochen, Auszeichnungen, Anmerkungen) | Höchstplatzierung, Gesamtwochen, AuszeichnungChartplatzierungen (Jahr, Titel, Album, Platzierungen, Wochen, Auszeichnungen, Anmerkungen) | Höchstplatzierung, Gesamtwochen, AuszeichnungChartplatzierungen (Jahr, Titel, Album, Platzierungen, Wochen, Auszeichnungen, Anmerkungen) | Anmerkungen                                                                  |
| Jahr | Titel Album                                | DE | AT | CH | UK | Anmerkungen                                                                  |
| ---- | ------------------------------------------ | --- | --- | --- | --- | ---------------------------------------------------------------------------- |
| 1986 | Each Time You Break My Heart Nick Kamen    | DE8 (13 Wo.)DE | AT25 (4 Wo.)AT | CH2 (10 Wo.)CH | UK5 Silber · (12 Wo.)UK | Erstveröffentlichung: Oktober 1986 Autoren: Madonna, Stephen Bray            |
| 1987 | Loving You Is Sweeter Than Ever Nick Kamen | DE51 (6 Wo.)DE | — | CH15 (7 Wo.)CH | UK16 (9 Wo.)UK | Erstveröffentlichung: Februar 1987 Autoren: Ivy Jo Hunter, Stevie Wonder     |
| 1987 | Nobody Else Nick Kamen                     | — | — | — | UK47 (3 Wo.)UK | Erstveröffentlichung: Mai 1987 Autoren: Brenda Russell, Jeff Hull            |
| 1988 | Tell Me Us                                 | — | — | — | UK40 (5 Wo.)UK | Erstveröffentlichung: Mai 1988 Autoren: David Williams, N. Kamen, P. Leonard |
| 1990 | I Promised Myself Move Until We Fly        | DE5 Gold · (42 Wo.)DE | AT1 Gold · (20 Wo.)AT | CH3 (25 Wo.)CH | UK50 (6 Wo.)UK | Erstveröffentlichung: März 1990 Autor: Nick Kamen                            |

Weitere Singles
- 1987: Come Softly to Me
- 1987: Win Your Love (nur Italien)
- 1987: Don’t Hold Out (nur Italien)
- 1988: Bring Me Your Love
- 1990: Oh How Happy
- 1990: Looking Good Diving
- 1990: Agony and Ecstasy
- 1992: You’re Not the Only One
- 1992: We’ll Never Lose What We Have Found
- 2003: I Promised Myself (Recall)
- 2004: I Promised Myself 2004

## Auszeichnungen für Musikverkäufe
| Silberne Schallplatte - Frankreich - 1986: für die Single Each Time You Break My Heart Goldene Schallplatte - Italien - 1987: für das Album Nick Kamen - Schweden - 1990: für die Single I Promised Myself - Spanien - 1991: für das Album Move Until We Fly |

Anmerkung: Auszeichnungen in Ländern aus den Charttabellen bzw. Chartboxen sind in ebendiesen zu finden.
| Land/RegionAuszeichnungen für Musikverkäufe (Land/Region, Auszeichnungen, Verkäufe, Quellen) | Silber     | Gold     | Platin | Verkäufe | Quellen                           |
| -------------------------------------------------------------------------------------------- | ---------- | -------- | ------ | -------- | --------------------------------- |
| Deutschland (BVMI)                                                                           | —          | Gold1    | —      | 250.000  | musikindustrie.de                 |
| Frankreich (SNEP)                                                                            | Silber1    | —        | —      | 250.000  | infodisc.fr                       |
| Italien (FIMI)                                                                               | —          | Gold1    | —      | 100.000  | worldradiohistory.com             |
| Österreich (IFPI)                                                                            | —          | 2× Gold2 | —      | 50.000   | ifpi.at                           |
| Schweden (IFPI)                                                                              | —          | Gold1    | —      | 25.000   | sverigetopplistan.se              |
| Schweiz (IFPI)                                                                               | —          | Gold1    | —      | 25.000   | hitparade.ch                      |
| Spanien (Promusicae)                                                                         | —          | Gold1    | —      | 50.000   | Sólo éxitos: año a año, 1959–2002 |
| Vereinigtes Königreich (BPI)                                                                 | Silber1    | —        | —      | 250.000  | bpi.co.uk                         |
| Insgesamt                                                                                    | 2× Silber2 | 7× Gold7 | —      |          |                                   |